# 子宫畸形
子宫畸形（uterine malformation），是指一类在胚胎期的苗勒管发育异常所导致的女性生殖器畸形。症状包括闭经、不孕不育、复发性流产、疼痛及正常组织缺陷。

## 患病率
子宫畸形的患病率估计为总人口的6.7%，在不孕不育人口中略高（7.3%），在有复发性流产史的妇女人群中明显增高（16%）。

## 类型
美国生育协会（现美国生殖医学学会）分类如下：
- I类： 苗勒管发育不全（无子宫）
  - 子宫不存在，阴道只有基本的或不存在的。症状也被称为MRKH综合征，该患者会有原发性闭经。
- II类：单角子宫（只有单侧子宫）
  - 苗勒管形态只有一侧。子宫对成像系统呈现出一个典型的“阴茎形状”。
- III类：双子宫，（两个子宫）
  - 苗勒管发育但不融合，因此患者有“双子宫”。可能是一个双宫颈和阴道的分区情况，或下部苗勒管融合到非配对部位。
- IV类： 双角子宫（子宫有两个犄角）
  - 苗勒管形成子宫但未熔断，子宫的尾部分正常，头部分叉，子宫呈“心形”。
- V类：子宫纵隔（子宫分离或分区）
  - 两个苗勒管尽管融合，但是分区仍然存在，将系统分为两个部分。子宫纵隔可以通过宫腔镜手术纠正。

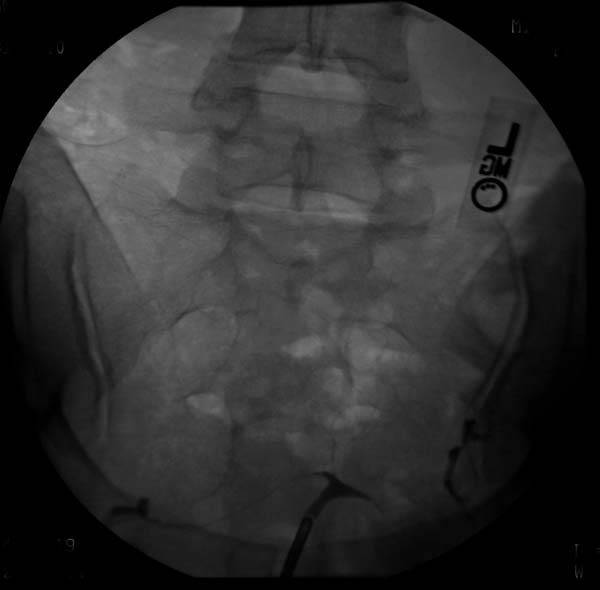
子宫输卵管照相术下的T形子宫

- VI级：DES子宫
  - 子宫腔内有一个”T型子宫（英语：T-shaped uterus），由于胎儿受到己烯雌酚影响。

另外一类变化是弓形子宫，在腔内子宫底凹有酒窝形态。
一类残角子宫是子宫残不相连的宫颈和阴道，可能会在另一侧的单角子宫发现。
子宫畸形患者可能伴肾功能异常，包括单侧肾缺失。

### 双阴道
由于阴道主要发展于苗勒管，两管融合缺乏可导致阴道重复和两管之间的壁吸收不足，而形成留下残余间隔，导致“双阴道”。这种情况可能与双子宫或子宫纵隔有关。因为情况在人体内且无症状，患者可能不知道存在“双阴道”。在必要情况下，病症可以通过手术矫正。

## 诊断
除了身体检查，医生需成像技术确定畸形的特征：妇科超声检查、盆腔MRI，或子宫输卵管造影术。子宫输卵管造影有局限性，无法评估子宫的外部轮廓、以及区分双角子宫、纵隔子宫。此外，腹腔镜手术和/或宫腔镜检查也可以采用。在一些患者中，阴道发育也可能会受到影响。

## 治疗
手术治疗取决于个体症状程度。有双子宫情况，通常不推荐手术。子宫纵隔可以通过结合腹腔镜和宫腔镜切除的简易门诊手术实现康复。该程序大大减少这种异常妇女的流产率。